# West Bromwich Albion Football Club 2016-2017
Questa voce raccoglie le informazioni riguardanti il West Bromwich Albion Football Club nelle competizioni ufficiali della stagione 2016-2017.

## Maglie e sponsor
Il fornitore tecnico per la stagione 2016-2017 è Adidas. Lo sponsor di maglia è UK-K8.com.
| Casa | Trasferta |

## Rosa
In corsivo i calciatori ceduti durante la sessione invernale di calciomercato
| N. |                             | Ruolo | Calciatore      |
| -- | --------------------------- | ----- | --------------- |
| 1  | Inghilterra (bandiera)      | P     | Benjamin Foster |
| 2  | Camerun (bandiera)          | D     | Allan Nyom      |
| 3  | Svezia (bandiera)           | D     | Jonas Olsson    |
| 4  | Galles (bandiera)           | A     | Hal Robson-Kanu |
| 5  | Argentina (bandiera)        | C     | Claudio Yacob   |
| 6  | Irlanda del Nord (bandiera) | D     | Jonny Evans     |
| 7  | Scozia (bandiera)           | C     | James Morrison  |
| 8  | Inghilterra (bandiera)      | C     | Craig Gardner   |
| 8  | Inghilterra (bandiera)      | C     | Jake Livermore  |
| 9  | Venezuela (bandiera)        | A     | Salomón Rondón  |
| 10 | Scozia (bandiera)           | C     | Matt Phillips   |
| 11 | Irlanda del Nord (bandiera) | C     | Chris Brunt     |
| 13 | Galles (bandiera)           | P     | Boaz Myhill     |

| N. |                             | Ruolo | Calciatore                 |
| -- | --------------------------- | ----- | -------------------------- |
| 14 | Irlanda (bandiera)          | C     | James McClean              |
| 18 | Inghilterra (bandiera)      | A     | Saido Berahino             |
| 19 | Inghilterra (bandiera)      | C     | Callum McManaman           |
| 20 | Inghilterra (bandiera)      | D     | Brendan Galloway           |
| 22 | Belgio (bandiera)           | C     | Nacer Chadli               |
| 23 | Irlanda del Nord (bandiera) | D     | Gareth McAuley             |
| 24 | Scozia (bandiera)           | C     | Darren Fletcher (capitano) |
| 25 | Inghilterra (bandiera)      | D     | Craig Dawson               |
| 38 | Inghilterra (bandiera)      | P     | Jack Rose                  |
| 45 | Inghilterra (bandiera)      | A     | Jonathan Leko              |
| 47 | Inghilterra (bandiera)      | C     | Sam Field                  |
| 49 | Inghilterra (bandiera)      | D     | Kane Wilson                |

## Calciomercato

### Sessione estiva
| Acquisti | Acquisti         | Acquisti  | Acquisti                |
| Ruolo    | Nome             | da        | Modalità                |
| -------- | ---------------- | --------- | ----------------------- |
| D        | Brendan Galloway | Everton   | prestito                |
| D        | Allan Nyom       | Watford   | definitivo (4,7 mln €)  |
| C        | Nacer Chadli     | Tottenham | definitivo (15,2 mln €) |
| C        | Matt Phillips    | QPR       | definitivo (6,5 mln €)  |
| A        | Hal Robson-Kanu  | Reading   | svincolato              |

| Cessioni | Cessioni            | Cessioni     | Cessioni               |
| Ruolo    | Nome                | a            | Modalità               |
| -------- | ------------------- | ------------ | ---------------------- |
| P        | Anders Lindegaard   | Preston N.E. | svincolato             |
| D        | James Chester       | Aston Villa  | definitivo (9,3 mln €) |
| D        | Cristian Gamboa     | Celtic       | definitivo (1,2 mln €) |
| D        | Sébastien Pocognoli | Brighton     | prestito               |
| C        | Stéphane Sessègnon  | Montpellier  | svincolato             |
| C        | Joe Ward            | Torquay Utd  | prestito               |
| A        | Rickie Lambert      | Cardiff City | definitivo (2 mln €)   |
| A        | Victor Anichebe     | Sunderland   | svincolato             |

### Sessione invernale
| Acquisti | Acquisti       | Acquisti    | Acquisti                |
| Ruolo    | Nome           | da          | Modalità                |
| -------- | -------------- | ----------- | ----------------------- |
| C        | Jake Livermore | Hull City   | definitivo (11,5 mln €) |
| C        | Joe Ward       | Torquay Utd | fine prestito           |

| Cessioni | Cessioni         | Cessioni        | Cessioni                |
| Ruolo    | Nome             | a               | Modalità                |
| -------- | ---------------- | --------------- | ----------------------- |
| C        | Craig Gardner    | Birmingham City | prestito                |
| C        | Callum McManaman | Sheffield Weds  | prestito                |
| A        | Saido Berahino   | Stoke City      | definitivo (13,9 mln €) |

## Risultati

### Premier League
| Arbitro: | Pawson |

|  |           |            |
|  | Marcatori | 74’ Rondón |

| Arbitro: | Swarbrick |

|            |           |                          |
| McAuley 9’ | Marcatori | 45+2’ Mirallas 60’ Barry |

| West Bromwich 28 agosto 2016, ore 13:30 WEST 3ª giornata | West Bromwich | 0 – 0 referto | Middlesbrough | The Hawthorns (23 690 spett.)\| Arbitro: \| Taylor \| |
| Arbitro:                                                 | Taylor        |               |               |                                                       |

| Arbitro: | Friend |

|            |           |  |
| Wilson 79’ | Marcatori |  |

| Arbitro: | Clattenburg |

|                                              |           |                                |
| Chadli 8’ (rig.), 56’ Rondón 37’ McClean 44’ | Marcatori | 61’ Antonio 65’ (rig.) Lanzini |

| Arbitro: | Atkinson |

|           |           |              |
| Allen 73’ | Marcatori | 90+1’ Rondón |

| Arbitro: | Attwell |

|                 |           |            |
| van Aanholt 83’ | Marcatori | 35’ Chadli |

| Arbitro: | Friend |

|            |           |          |
| Chadli 82’ | Marcatori | 89’ Alli |

| Arbitro: | Swarbrick |

|                       |           |             |
| Mané 20’ Coutinho 35’ | Marcatori | 81’ McAuley |

| Arbitro: | Mason |

|  |           |                                   |
|  | Marcatori | 19’, 28’ Agüero 79’, 90’ Gündoğan |

| Arbitro: | Pawson |

|             |           |                           |
| Slimani 55’ | Marcatori | 52’ Morrison 72’ Phillips |

| Arbitro: | Jones |

|                                                  |           |  |
| Phillips 4’ Morrison 16’ Fletcher 37’ Rondón 64’ | Marcatori |  |

| Arbitro: | Tierney |

|            |           |             |
| Dawson 72’ | Marcatori | 34’ McAuley |

| Arbitro: | Scott |

|                                    |           |              |
| Evans 16’ Brunt 34’ Phillips 90+1’ | Marcatori | 60’ Kabasele |

| Arbitro: | Dean |

|                 |           |  |
| Diego Costa 76’ | Marcatori |  |

| Arbitro: | Oliver |

|                      |           |               |
| Rondón 50’, 61’, 63’ | Marcatori | 78’ Routledge |

| Arbitro: | Taylor |

|  |           |                     |
|  | Marcatori | 5’, 56’ Ibrahimović |

| Arbitro: | Swarbrick |

|            |           |  |
| Giroud 86’ | Marcatori |  |

| Arbitro: | Jones |

|          |           |                              |
| Long 41’ | Marcatori | 43’ Phillips 50’ Robson-Kanu |

| Arbitro: | Clattenburg |

|                                    |           |               |
| Brunt 49’ McAuley 62’ Morrison 73’ | Marcatori | 21’ Snodgrass |

| Arbitro: | Taylor |

|                                       |           |  |
| Kane 12’, 77’, 82’ McAuley 26’ (aut.) | Marcatori |  |

| Arbitro: | Pawson |

|                        |           |  |
| Fletcher 30’ Brunt 36’ | Marcatori |  |

| Arbitro: | Attwell |

|             |           |             |
| Negredo 17’ | Marcatori | 6’ Morrison |

| Arbitro: | Friend |

|             |           |  |
| Morrison 6’ | Marcatori |  |

| Arbitro: | Oliver |

|                          |           |                         |
| Feghouli 63’ Lanzini 86’ | Marcatori | 6’ Chadli 90+4’ McAuley |

| Arbitro: | Clattenburg |

|                        |           |         |
| Dawson 10’ McAuley 21’ | Marcatori | 5’ King |

| Arbitro: | Jones |

|  |           |                       |
|  | Marcatori | 55’ Zaha 84’ Townsend |

| Arbitro: | Scott |

|                                          |           |  |
| Mirallas 39’ Schneiderlin 45’ Lukaku 82’ | Marcatori |  |

| Arbitro: | Swarbrick |

|                                 |           |             |
| Dawson 12’, 75’ Robson-Kanu 55’ | Marcatori | 15’ Sánchez |

| Manchester 1º aprile 2017, ore 15:00 WEST 30ª giornata | Manchester Utd | 0 – 0 referto | West Bromwich | Old Trafford (75 397 spett.)\| Arbitro: \| Dean \| |
| Arbitro:                                               | Dean           |               |               |                                                    |

| Arbitro: | Tierney |

|                      |           |  |
| Niang 13’ Deeney 49’ | Marcatori |  |

| Arbitro: | Kavanagh |

|  |           |            |
|  | Marcatori | 25’ Clasie |

| Arbitro: | Moss |

|  |           |               |
|  | Marcatori | 45+1’ Firmino |

| Arbitro: | Pawson |

|                                           |           |                 |
| Gabriel Jesus 27’ De Bruyne 29’ Touré 57’ | Marcatori | 87’ Robson-Kanu |

| Arbitro: | Clattenburg |

|  |           |           |
|  | Marcatori | 43’ Vardy |

| Arbitro: | Jones |

|                |           |                       |
| Vokes 56’, 86’ | Marcatori | 66’ Rondón 78’ Dawson |

| Arbitro: | Oliver |

|  |           |               |
|  | Marcatori | 82’ Batshuayi |

| Swansea 20 maggio 2017, ore 15:00 WEST 38ª giornata               | Swansea City | 2 – 1     | West Bromwich | Liberty Stadium |
| \| \| \| \| \| Ayew 72’ Llorente 86’ \| Marcatori \| 33’ Evans \| |              |           |               |                 |
|                                                                   |              |           |               |                 |
| Ayew 72’ Llorente 86’                                             | Marcatori    | 33’ Evans |               |                 |

### FA Cup
| Arbitro: | Moss |

|              |           |                   |
| Phillips 35’ | Marcatori | 51’ Bent 54’ Ince |

### Football League Cup
| Arbitro: | Bond |

|                                     |                      |                                            |
| Diamond 36’ Revell 82’              | Marcatori            | 45’ McClean 47’ McAuley                    |
| Hoskins Taylor O'Toole Revell Gorré | Tiri di rigore 4 – 3 | Rondón Berahino Fletcher Phillips Morrison |

## Statistiche

### Statistiche di squadra
| Competizione        | Posizione     | In casa | In casa | In casa | In casa | In casa | In casa | In trasferta | In trasferta | In trasferta | In trasferta | In trasferta | In trasferta | Totale | Totale | Totale | Totale | Totale | Totale | Totale |
| Competizione        | Posizione     | G       | V       | N       | P       | GF      | GS      | G            | V            | N            | P            | GF           | GS           | G      | V      | N      | P      | GF     | GS     | DR     |
| ------------------- | ------------- | ------- | ------- | ------- | ------- | ------- | ------- | ------------ | ------------ | ------------ | ------------ | ------------ | ------------ | ------ | ------ | ------ | ------ | ------ | ------ | ------ |
| Premier League      | 10ª           | 19      | 9       | 2       | 8       | 27      | 22      | 19           | 3            | 7            | 9            | 16           | 29           | 38     | 12     | 9      | 17     | 43     | 51     | -8     |
| FA Cup              | Terzo turno   | 1       | 0       | 0       | 1       | 1       | 2       | 0            | 0            | 0            | 0            | 0            | 0            | 1      | 0      | 0      | 1      | 1      | 2      | -1     |
| Football League Cup | Secondo Turno | 0       | 0       | 0       | 0       | 0       | 0       | 1            | 0            | 1            | 0            | 2            | 2            | 1      | 0      | 1      | 0      | 2      | 2      | 0      |
| Totale              | Totale        | 20      | 9       | 2       | 9       | 28      | 24      | 20           | 3            | 8            | 9            | 18           | 31           | 40     | 12     | 10     | 18     | 46     | 55     | -9     |

### Andamento in campionato
| Giornata  | 1 | 2 | 3  | 4  | 5  | 6  | 7 | 8  | 9  | 10 | 11 | 12 | 13 | 14 | 15 | 16 | 17 | 18 | 19 | 20 | 21 | 22 | 23 | 24 | 25 | 26 | 27 | 28 | 29 | 30 | 31 | 32 | 33 | 34 | 35 | 36 | 37 | 38 |
| --------- | - | - | -- | -- | -- | -- | - | -- | -- | -- | -- | -- | -- | -- | -- | -- | -- | -- | -- | -- | -- | -- | -- | -- | -- | -- | -- | -- | -- | -- | -- | -- | -- | -- | -- | -- | -- | -- |
| Luogo     | T | C | C  | T  | C  | T  | T | C  | T  | C  | T  | C  | T  | C  | T  | C  | C  | T  | T  | C  | T  | C  | T  | C  | T  | C  | C  | T  | C  | T  | T  | C  | C  | T  | C  | T  | C  | T  |
| Risultato | V | P | N  | P  | V  | N  | N | N  | P  | P  | V  | V  | N  | V  | P  | V  | P  | P  | V  | V  | P  | V  | N  | V  | N  | V  | P  | P  | V  | N  | P  | P  | P  | P  | P  | N  | P  | P  |
| Posizione | 7 | 8 | 10 | 12 | 10 | 10 | 9 | 12 | 13 | 15 | 11 | 9  | 9  | 7  | 8  | 7  | 8  | 8  | 8  | 8  | 8  | 8  | 8  | 8  | 8  | 8  | 8  | 8  | 8  | 8  | 8  | 8  | 8  | 9  | 8  | 8  | 8  | 10 |

Fonte:  Premier League – Classifiche, su sport.sky.it, sport.sky.it (archiviato dall'url originale il 5 gennaio 2016).
Legenda:

Luogo: C = Casa; T = Trasferta. Risultato: V = Vittoria; N = Pareggio; P = Sconfitta.